# Новорощинський
Новорощинський (рос. Новорощинский) — селище у Коченевському районі Новосибірської області Російської Федерації.
Входить до складу муніципального утворення Овчинниковська сільрада. Населення становить 127 осіб (2010).

## Історія
Згідно із законом від 2 червня 2004 року органом місцевого самоврядування є Овчинниковська сільрада.

## Населення
| 2002 | 2007 | 2010 |
| ---- | ---- | ---- |
| 208  | ↘195 | ↘127 |